# Vladimir Vojislavljević
Vladimir Vojislavljević (Servisch: Владимир Војислављевића) was net als Dobroslav II een zoon van Mihailo Vojislavljević en broer van Konstantin Bodin.
Vladimir werd door Vukan van Raška aangesteld als koning van Dioclitië. Hij regeerde van 1102 tot 1114.